# アドルフ・ハーセス
アドルフ・ハーセス（Adolph Sylvester "Bud" Herseth, 1921年7月25日、ミネソタ州レイクパーク   - 2013年4月13日、イリノイ州オークパーク - ）はアメリカのトランペット奏者。

## 来歴
アイオワ州のルーサー・カレッジ（en:Luther College (Iowa)）で数学を学ぶ。卒業後アメリカ海軍に入り、太平洋戦線に配属された。除隊後の1946年から1948年までニューイングランド音楽院でトランペットを学び、ボストン交響楽団首席奏者のジョルジュ・マジェ（en:Georges Mager）と同2番奏者のマルセル・ラフォース（en:Marcel LaFosse）に師事した。1948年にアルトゥール・ロジンスキの薦めでシカゴ交響楽団の首席トランペット奏者に就任し、2001年に退くまで53年間にわたってその職を務めた。その後2004年からはシカゴ響名誉首席トランペット奏者となる。
2013年4月13日、オークパークの自宅にて死去。91歳。